# Historia sposobów tworzenia prawa
Kierując się porządkiem chronologicznym, tj.porządkiem, w jakim dane sposoby tworzenia prawa pojawiły się i rozpowszechniały w dziejach, należy wymienić:

## Przekształcenie zwyczajów w prawo
Istotą zwyczaju jest w miarę trwałe praktykowanie określonych wzorców zachowania się przez członków pewnej zbiorowości-narodu, społeczności lokalnej itp. Natomiast z prawem zwyczajowym mamy do czynienia, gdy w danej zbiorowości upowszechniło się przekonanie, iż istniejące dotychczas zwyczaje są na tyle dla niej istotne, że powinny być sankcjonowane przez organy władzy publicznej – zwłaszcza państwa i gdy rzeczywiście tak się, z biegiem czasu, dzieje.
Zwyczaj rodzi się na ogół spontanicznie bez udziału władzy publicznej, a nieraz wbrew jej woli. Twórca zwyczaju jest najczęściej grupowy lub zostaje anonimowy. Zwyczaj powstaje w długim procesie społecznym, a jego normy są na ogół przedmiotem głębokiej i powszechnej internalizacji
Normy zwyczajowe regulują przede wszystkim stosunki między członkami danej społeczności, dopiero w drugiej kolejności między członkami społeczności a jej instytucjami władczymi.
Istnienie prawa zwyczajowego, jako produktu przekształcenia się zwyczaju w prawo, jest charakterystyczny dla społeczności stagnacyjnych, w których proces jest powolny, a przeobrażenia mają ograniczony, nie zaś rewolucyjny charakter.
W społeczeństwach europejskich prawo zwyczajowe było rozpowszechnione w średniowieczu. Ze zwyczajów miejscowych-rodowych, plemiennych tworzyło się prawo zwyczajowe. Punktem przełomowym w tym procesie było uznanie zwyczaju przez władzę publiczną za normatywną podstawę tej decyzji. Ważne znaczenie w tym względzie miało przekonanie o długotrwałości zwyczaju (longua consuetudo) i o niezbędności posługiwania się nim na przyszłość (opinio necessitatis). We współczesnej teorii prawa nie jest wszakże rozstrzygnięty spór, czy formalny akt władzy państwowej, zwłaszcza orzeczenie sądu odwołujące się do pewnej zasady zwyczajowej, ma znaczenie konstytutywne dla normy prawa zwyczajowego, to znaczy czy można mówić o obowiązującej normie prawa zwyczajowego zanim takie orzeczenie zapadnie, czy też nie. Zgodnie ze stanowiskiem pozytywizmu prawniczego przyjmuje się, że dopiero formalne potwierdzenie przez sąd pewnej niepisanej, lecz znaczącej społecznie reguły nadaje jej charakter normy prawnej. Inni kwestionują to stanowisko wskazując, że sądy nie stanowią w ten sposób prawa, a tylko je rozpoznają, czyli prawo to obowiązuje już wcześniej.
Współcześnie, przekształcenie się zwyczajów w prawo zwyczajowe jest w społeczeństwach europejskich zjawiskiem rzadszym. W Polsce problem ten pojawia się np. w związku z art. 56KC, zgodnie z którym czynność prawna wywołuje nie tylko skutki w niej wyrażone, lecz również i te, które wynikają m.in. z ustalonych zwyczajów.

## Kształtowanie się prawa na podstawie opinii uczonych jurystów
Ten typ źródeł prawa znany był cywilizacji rzymskiej. Opinie prawne kilku wybitnych pracowników rzymskich, zgodnie ze szczególnymi przywilejami władzy otrzymały moc wiążącą. Duże znaczenie w rozwoju prawa islamskiego miały i mają  opinie egzegetów Koranu i Sunny.
W czasach współczesnych, w Europie, opinię uczonych mogą oddziaływać na ustawodawcę oraz stosujących prawo jedynie siłą swego autorytetu intelektualnego. Prawnicy ze środowisk naukowych często uczestniczą w pracach przygotowawczych, których wynikiem mają być akty normatywne – zwłaszcza kodeksy.
Również w procesie stosowania prawa rola uczonych bywa znaczna. Ich komentarze do kodeksów, głosy, monografie i podręczniki są wykorzystywane np. przez sędziów w toku wyrokowania. Lecz i tym razem opinie uczonych nie mają samodzielnej mocy obowiązkowania, a jeśli znajdą zastosowanie, to mocą argumentów, mocą autorytetu nauki i w ramach wykładni prawa.

## Precedensowe orzecznictwo sądowe
W potocznym rozumieniu precedens, to po raz pierwszy dokonane rozstrzygnięcie jakiejś sprawy służące za przykład uzasadnienie przy rozstrzyganiu lub załatwianiu spraw podobnych. Potoczne znaczenie tego terminu pojawia się nawet w aktach prawnych.
Tworzenie prawa w drodze precedensowych orzeczeń sądowych zapewnia dostosowanie norm do potrzeb, jakie występują w rzeczywistości społecznej i jakie ujawniają się w pełni dopiero w toku załatwiania konkretnych spraw trafiających przed organy wymiary sprawiedliwości. Zapewnia ono znaczną elastyczność prawotwórstwa. Z drugiej strony, odpowiada potrzebie równego traktowania wszystkich, podobnych, ale nie identycznych przypadków będących przedmiotem rozpoznania sadowego.
Prawo precedensowe jest rozpowszechnione zwłaszcza w Anglii, Kanadzie, Australii i  w Stanach Zjednoczonych.